# Високе (Пологівський район)
Черво́не — село (до 2011 року — селище) в Україні, у Гуляйпільській міській громаді Пологівського району Запорізької області. Населення становить 517 осіб. До 2016 орган місцевого самоврядування — Червоненська сільська рада.

## Географія
Село Червоне знаходиться за 2,5 км від правого берега річки Гайчур, за 15 км на південний схід від центру громади. На відстані 2 км від села Зелений Гай. До залізничної станції Гуляйполе — 20 км. По селу протікає пересихаючий струмок з загатою.

## Історія
Село засноване 1930 року. З 1958 року — адміністративний центр сільської ради.
12 червня 2020 року, відповідно до розпорядження Кабінету Міністрів України № 713-р «Про визначення адміністративних центрів та затвердження територій територіальних громад Запорізької області», увійшло до складу Гуляйпільської міської громади. 
19 липня 2020 року, у результаті адміністративно-територіальної реформи та ліквідації Гуляйпільського району, село увійшло до складу новоутвореного Пологівського району.
22 червня 2023 року рішенням Національної комісії зі стандартів державної мови віднесено до списку населених пунктів, які «можуть не відповідати лексичним нормам української мови», зокрема стосуватися «російської імперської чи колоніальної політики». Громаді рекомендовано обґрунтувати доцільність збереження поточної назви або запропонувати нову назву в установленому законодавством порядку. 
15 березня 2024 року військовослужбовці РФ здійснили 192 артудари по території Гуляйполя, Роботиного, Новодарівки, Малинівки, Малої Токмачки, Новоданилівки, Темирівки, Долинки, Вербового та Червоного. 
10 квітня 2024 року Комітет Верховної Ради України з питань організації державної влади, місцевого самоврядування, регіонального розвитку та містобудування підтримав перейменування села на Високе.
18 вересня 2024 року, відповідно з постановою Верховної Ради України № 12043, ухвалено рішення про перейменування села Червоне на Високе.

## Населення
Згідно з переписом УРСР 1989 року чисельність наявного населення селища становила 608 осіб, з яких 276 чоловіків та 332 жінки.
За переписом населення України 2001 року в селищі мешкало 516 осіб.

### Мова
Розподіл населення за рідною мовою за даними перепису 2001 року:
| Мова       | Відсоток |
| ---------- | -------- |
| українська | 92,65 %  |
| російська  | 6,58 %   |
| болгарська | 0,19 %   |
| молдовська | 0,19 %   |
| румунська  | 0,19 %   |
| інші       | 0,20 %   |

## Економіка
- «Червоне», ТОВ.

## Об'єкти соціальної сфери
- Школа.
- Дитячий садочок.
- Клуб.
- Фельдшерсько-акушерський пункт.